# Zidani Most (Laško)
Zidani Most is een plaats in de Sloveense gemeente Laško. Het ligt aan de Sava en nabij de Savinja.
Reeds in de oudheid werd er door de Romeinen een brug gebouwd. De Babenberger Leopold VI bouwde er rond 1223 een stenen burg, waaraan de plaats haar naam ontleent (Zidani Most betekent "gemetselde brug"). Leopold bouwde er bovendien de versterking Klausenstein naast. Het kasteel werd in de 15e eeuw door de graven van Celje verwoest. Zidani Most groeide uit tot belangrijk knooppunt, toen in 1848 de spoorlijn van Wenen naar Triëst via Ljubljana werd geopend. Het is tot op de dag van vandaag een spoorwegenknooppunt hoewel het economisch belang is afgenomen door de spoorlijn vanuit Oostenrijk naar Zagreb.

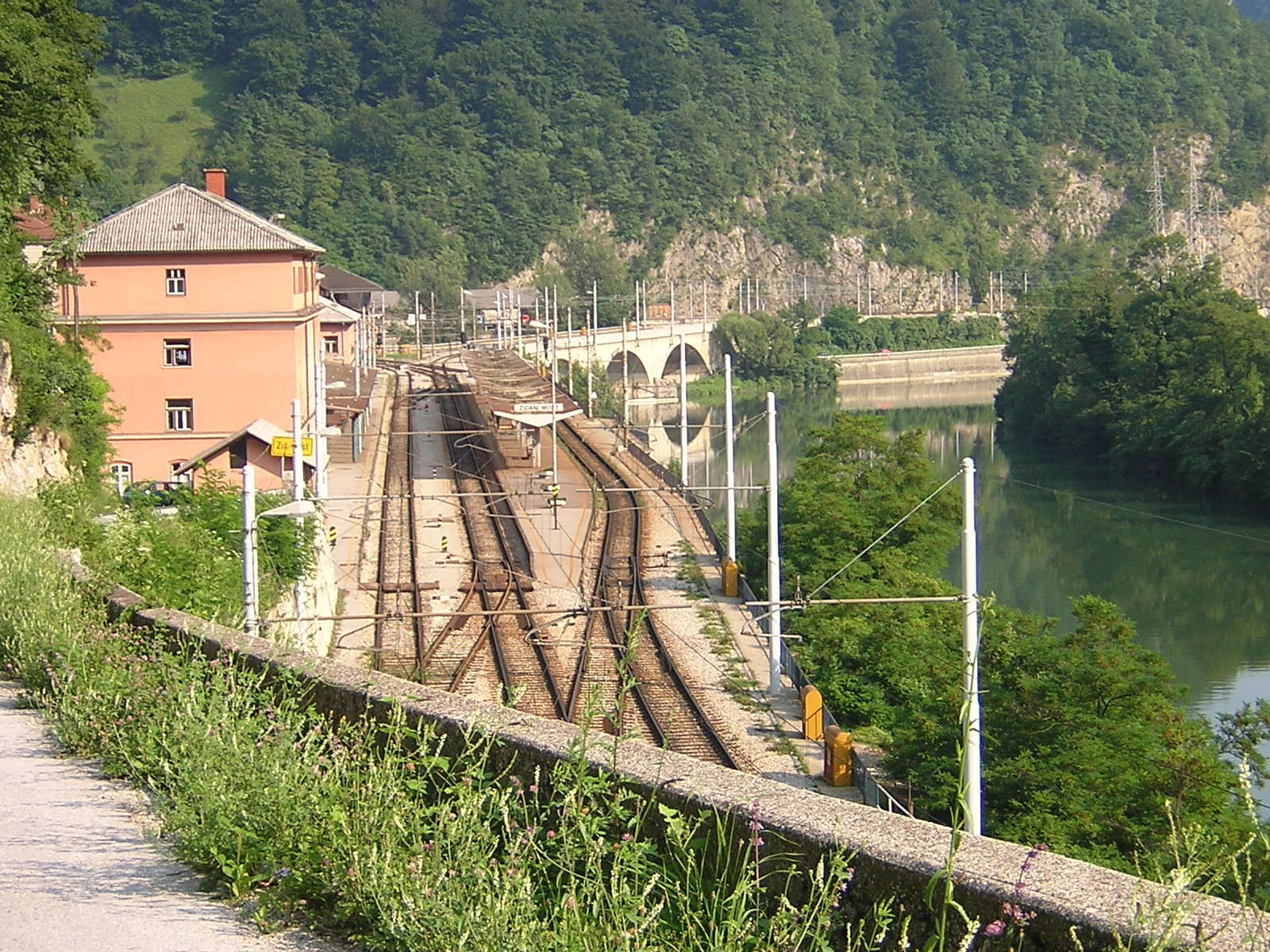
treinstation van Zidani Most

## Geboren in Zidani Most
- Ludvik Mrzel, dichter, theatercriticus en publicist